# Georges Aperghis
Georges Aperghis, gr. Γιώργος Απέργης (ur. 23 grudnia 1945 w Atenach) – francuski kompozytor greckiego pochodzenia.

## Życiorys
Studiował muzykę serialną w Domaine Musical, muzykę konkretną u Pierre'a Schaeffera i Pierre'a Henry'ego. Współpracował z Xenakisem. Założył muzyczno-teatralną grupę ATEM (Atelier Théâtre et Musique). 
Znany jest głównie z twórczości w dziedzinie eksperymentalnego teatru muzycznego oraz muzyki kameralnej. 
Od 1963 mieszka we Francji, w Paryżu. Jest kompozytorem rezydentem w Strasburgu.

## Wybrane kompozycje

### utwory symfoniczne i operowe
- Il gigante golia (1975/1990) na głos i orkiestrę
- Histoire de loups (1976) – opera
- Sextuor 'L'Origine des espèces' (1992) opera na 4 głosy żeńskie i wiolonczelę
- Die Hamletmaschine-oratorio (2000) – oratorium  na chór i orkiestrę z solistami
- Avis de tempête (2005) – opera na zespół kameralny i muzykę elektroniczną

### utwory kameralne
- Récitations (1977–1978) na głos solo
- Le Corps à Corps (1978) na perkusję i zarb
- En un tournemain (1987) na altówkę solo
- Cinq Couplets (1988) na głos i klarnet basowy
- Triangle carré (1989) na kwartet smyczkowy i trzech perkusistów
- Simulacre (1991–1995) cykl 5 utworów na głos i mały zespół kameralny
- Crosswind (1997) na altówkę i kwartet smyczkowy
- Volte-face (1997) na altówkę solo
- Rasch (2001) na skrzypce i altówkę